# 戀愛噬言
《戀愛噬言》（英語：Fresh）是一部2022年美國喜劇驚悚片，由咪咪·凱夫執導，及勞林·卡恩編劇，並是凱夫的導演處女作，由黛西·埃德加-瓊斯和賽巴斯汀·史坦主演。電影由傳奇影業和Hyperobject Industries聯合製作；並由亞當·麥凱和凱文·梅賽克擔任執行製作。劇情講述一名年輕女子開始與一個迷人的男人約會，卻發現他可怕的本性。該片於2022年1月20日在日舞影展首映，並於2022年3月4日在美國地區的Hulu和海外地區的Disney+上由探照燈影業發行，得到了評論家的普遍正面的評價。

## 劇情
諾亞是一名年輕漂亮、工作穩定、無親無故的單身女性，一直試圖靠網絡約會軟體找一名合適的對象，但至今為止在網上認識的男人幾乎都沒什麼素質或教養。直到一晚，她在一間超市認識一名性感的帥氣男子史蒂夫，對方主動向她搭訕使諾亞把握住機會與他交換號碼。僅首次約會，諾亞迅速迷上史蒂夫而與他確定關係，開心地認為自己終於遇到真命天子，用手機將身邊熟睡的史蒂夫拍下一張正面照後發給摯友莫莉炫耀。兩人的感情經過數次約會而逐漸升溫，史蒂夫邀請諾亞陪他外出旅行度週末，即使受到莫莉的反對，單純的諾亞仍答應陪他去旅行。出發前一晚，為了避開路上塞車，史蒂夫帶諾亞參觀自己從未提過的一棟幾乎與世隔絕的大豪宅，兩人到屋內共享雞尾酒有說有笑。然而還沒聊完，諾亞突然感到頭暈、四肢無力，很快就昏倒在客廳中。
諾亞醒後發現自己被銬上手鏈且關在別墅地下室，眼前的美好男友史蒂夫露出恐怖的真面目，他其實還身為一名人肉屠戶，專門從女性身上搜刮各個身體部位賣給自己的一群高端客戶進食。發現自己上當卻為時已晚的諾亞幾近崩潰，甚至得知史蒂夫會盡可能保證她活著以維持肉的“新鮮”。一人關在牢房中哭天搶地的諾亞，聽見隔壁囚禁著另一名受害女子潘妮，得知她同樣被史蒂夫哄騙、如今已被他截掉右腿；而受害女性甚至不只有她們倆。諾亞向史蒂夫提出洗澡後試圖找機會逃跑，卻被史蒂夫擊昏後送上手術台，最後在身體麻醉的情況下被史蒂夫摘除臀部作為懲罰。
諾亞長期失蹤引起莫莉的不安，找諾亞陪史蒂夫首次約會時的酒吧調酒師保羅問情況，靠諾亞發給自己的正面照進行全網絡搜尋。最終得知史蒂夫原名「布蘭登」，真實身份是一名養有兩子的已婚男子。不知根底的莫莉誤以為史蒂夫正在搞外遇，拜訪布蘭登之妻安試圖問出所以然來。然而莫莉正巧撞見家中的布蘭登，其否認自己認識或見過諾亞，莫莉於是撥通諾亞的手機號碼查實，該手機剛好在布蘭登的口袋中響起。見身份暴露的布蘭登卻是一臉得意，莫莉一不留神則被身後的安敲昏，其身為布蘭登的協力者兼前受害人。在諾亞未知的情況下，莫莉一同淪為布蘭登的受害者行列中。
諾亞在關押期間靠健身以及看雜誌打發時間，從雜誌上看到某人寫下的博取布蘭登信任的暗示，由此找到一線生機而開始以演戲來慢慢迎合布蘭登的需求，還陪他一起食用難以下嚥的“人肉丸”意大利麵；因此剛回牢房就將晚餐全部吐掉。一段時間的相處使布蘭登對她產生感情，邀請諾亞換上禮服陪自己度過燭光晚宴，還讓她觀摩自己收藏的眾受害女性的私人物品與照片。諾亞察覺到收藏中包含莫莉的手機，警覺到朋友同樣被抓，但仍故作鎮定而陪布蘭登食用他最喜歡的乳房肉，殊不知這是布蘭登不久前從莫莉身上挖來的肉。隨著豐盛晚餐與一段共舞後，兩人即將發生性關係，諾亞看準吮阳時機而用力咬下布蘭登的睾丸，迅速為自己解鎖後將其反鎖在房間內，以最快的速度釋放莫莉與潘妮。然而狂怒的布蘭登很快追上來，三名女子經過一場廚房血戰，成功擊昏布蘭登逃出別墅。
布蘭登醒後持槍追趕逃跑至森林中的三人，而莫莉和潘妮相繼衝上去對他進行一頓暴揍，最後由諾亞奪下槍而槍殺布蘭登，然而安此時趕到而目睹丈夫的屍體，偷襲林中的諾亞而正要掐死她報復，卻被身後的莫莉拿起鏟子活活打死。逃出生天的諾亞和莫莉坐在一棵樹前休息時，諾亞的手機中出現她初遇布蘭登前認識的網路約會對象查德的簡訊問候。
在片尾彩蛋中，五名布蘭登的高端客戶圍成一桌享用未烹飪的帶血人肉，所坐的桌子則組成一個撒旦崇拜符號。

## 演員
- 黛西·埃德加-瓊斯 飾演 諾亞（Noa）
- 賽巴斯汀·史坦 飾演 史蒂夫／布蘭登（Steve / Brendan）
- 喬尼卡·T·吉布斯（英语：Jonica T. Gibbs） 飾演 莫莉（Mollie）
- 夏洛特·勒彭 飾演 安（Ann）
- 安卓莉亞·方（英语：Andrea Bang） 飾演 潘妮（Penny）
- 戴奧·歐柯奈伊（英语：Dayo Okeniyi） 飾演 保羅（Paul）
- 布瑞特·迪爾 飾演 查德（Chad）

## 製作
編劇咪咪·凱夫從小就喜歡恐怖片，她說她想寫一部能吸引恐怖片迷和非恐怖片迷的電影。據報導，2020年7月，咪咪·凱夫將在她為傳奇影業的導演處女作中執導這部電影，亞當·麥凱將在他的Hyperobject Industries旗下製作。為了扮演反派角色，賽巴斯汀·史坦向咪咪·凱夫發送了一段試鏡影片，影片中他拿著刀在跳舞。他補充說，“舞蹈序列是凱夫的一個大問題，以防她懷疑我能做到這一點，我在這段視頻中記錄了自己。” 在 2020年9月至2020年12月期間，黛西·埃德加-瓊斯、賽巴斯汀·史坦、和喬尼卡·T·吉布斯宣佈出演。主體攝影於2021年2月3日至3月17日在加拿大不列顛哥倫比亞省進行。亞歷克斯·薩默斯作曲。

## 外部連結
- 互联网电影数据库（IMDb）上《戀愛噬言》的资料（英文）